# Bezirk Santiago
Santiago ist ein Bezirk (distrito) der Provinz Veraguas in Panama. Die Einwohnerzahl betrug laut Volkszählung 2023 109.605.

## Gliederung
Der Bezirk Santiago ist administrativ in folgende Corregimientos unterteilt:
- Santiago de Veraguas (Hauptstadt)
- La Colorada
- La Peña
- La Raya de Santa María
- Ponuga
- San Pedro del Espino
- Canto del Llano
- Los Algarrobos
- Carlos Santana Ávila
- Edwin Fábrega
- San Martín de Porres
- Urracá
- Rodrigo Luque
- Nuevo Santiago
- Santiago Este
- Santiago Sur